# Манчестер (Теннессі)
Манчестер (англ. Manchester) — місто (англ. city) в США, в окрузі Коффі штату Теннессі. Населення — 12 212 особи (2020).
З 2002 року Манчестер став місцем проведення щорічного фестивалю Боннару. Під час проведення фестивалю місто наповнює майже 100 000 осіб.

## Географія
Манчестер розташований за координатами 35°27′40″ пн. ш. 86°4′59″ зх. д. / 35.46111° пн. ш. 86.08306° зх. д. (35.461189, -86.083108).  За даними Бюро перепису населення США в 2010 році місто мало площу 36,72 км², з яких 36,64 км² — суходіл та 0,09 км² — водойми.

## Демографія
Згідно з переписом 2010 року, у місті мешкали 10 102 особи в 4043 домогосподарствах у складі 2552 родин. Густота населення становила 275 осіб/км².  Було 4525 помешкань (123/км²).
Расовий склад населення:
| - 90,4 % — білих - 3,4 % — чорних або афроамериканців - 1,1 % — азіатів - 0,2 % — корінних американців - 0,1 % — вихідців з тихоокеанських островів - 2,7 % — осіб інших рас |

До двох чи більше рас належало 2,0 %. Частка іспаномовних становила 7,0 % від усіх жителів.
За віковим діапазоном населення розподілялося таким чином: 23,9 % — особи молодші 18 років, 59,2 % — особи у віці 18—64 років, 16,9 % — особи у віці 65 років та старші. Медіана віку мешканця становила 36,5 року. На 100 осіб жіночої статі у місті припадало 91,8 чоловіків;  на 100 жінок у віці від 18 років та старших — 88,4 чоловіків також старших 18 років.
Середній дохід на одне домашнє господарство  становив 51 792 долари США (медіана — 42 574), а середній дохід на одну сім'ю — 59 032 долари (медіана — 47 794). Медіана доходів становила 36 429 доларів для чоловіків та 31 116 доларів для жінок. За межею бідності перебувало 21,9 % осіб, у тому числі 27,8 % дітей у віці до 18 років та 12,7 % осіб у віці 65 років та старших.
Цивільне працевлаштоване населення становило 4258 осіб. Основні галузі зайнятості: освіта, охорона здоров'я та соціальна допомога — 20,2 %, виробництво — 19,0 %, роздрібна торгівля — 11,0 %, мистецтво, розваги та відпочинок — 10,7 %.